# Hr.Ms. Marken (1944)
Hr.Ms. Marken (FY 54, MV 7, M 863) ex HMS MMS 54 was een Nederlandse mijnenveger van het type MMS 105, vernoemd naar het Noord-Hollandse eiland Marken. Het schip werd gebouwd door de Britse scheepswerf Herd&McKenzie uit Buckie. Hetzelfde jaar dat het schip werd gebouwd werd het in dienst genomen bij de Nederlandse marine. Het schip werd aangeschaft om de eerste Marken, die tijdens een mijnenveegoperatie op 20 mei 1944 verloren ging, te vervangen. Tijdens de Tweede Wereldoorlog voerde het schip mijnenveegoperaties uit in Britse wateren.
Het schip overleefde de Tweede Wereldoorlog en bleef tot 1957 in Nederlandse dienst, waar het mijnenveegoperaties uitvoerde in de Nederlandse kustwateren. Na uitdienstneming werd het schip in bruikleen gegeven aan het Zeekadetkorps Nederland. Het schip lag tientallen jaren in het Merwedekanaal te Utrecht, ter hoogte van het park Oog in Al. Het werd gebruikt als jeugdhonk van de zeeverkenners.
In 1977 werd het schip verkocht en omgebouwd tot driemaster barkentijn. Onder de naam "Elisabeth Smit" werd het schip weer in de vaart gebracht. Tijdens een storm in oktober 2002 liep het schip op haar ligplaats aan de kade in Muiden zware averij op. Het schip heeft vervolgens jarenlang in steeds meer deplorabele toestand in de Vechtmonding in Muiden gelegen; totdat het in december 2020 op last van de gemeente ter plaatse is gesloopt.